# Planrupt
Planrupt település Franciaországban, Haute-Marne megyében. Lakosainak száma 315 fő (2022. január 1.). Planrupt Giffaumont-Champaubert, Éclaron-Braucourt-Sainte-Livière, Frampas, La Porte-du-Der és Rives Dervoises községekkel határos.

## Népesség
A település népességének változása:
| Lakosok száma | 185  | 178  | 232  | 286  | 319  | 305  | 304  | 306  | 307  | 315  |
|               | 1968 | 1982 | 1990 | 2006 | 2013 | 2015 | 2017 | 2019 | 2020 | 2022 |